# Onthophagus kolbei
Onthophagus kolbei är en skalbaggsart som beskrevs av Ernst Marcus 1921. Onthophagus kolbei ingår i släktet Onthophagus och familjen bladhorningar. Inga underarter finns listade i Catalogue of Life.